# Micromys
Micromys é um género de mamíferos roedores da família dos murídeos.

## Espécies
O género Micromys tem atualmente duas espécies:
- Micromys erythrotis
- Micromys minutus (Rato-espigueiro)

Existem ainda outras 10 espécies neste género, já extintas.